# Elizabeth Stride
Elizabeth Stride (* 27. November 1843 in Torslanda auf der Insel Hisingen, Schweden als Elisabeth Gustafsdotter; † 30. September 1888 in London, England) war eine schwedisch-britische Prostituierte. Sie gilt als das dritte Opfer der Whitechapel-Morde des bis heute nicht identifizierten Serienmörders Jack the Ripper, der im späten Sommer und Herbst 1888 mehrere Prostituierte im Londoner Stadtteil Whitechapel tötete und verstümmelte.

## Allgemeines
Zum Zeitpunkt ihres Todes war Elizabeth Stride 44 Jahre alt. Ihr Spitzname war Long Liz. Für diesen Spitznamen gibt es mehrere Erklärungen. Zum einen könnte dieser durch den aufgrund der Heirat erworbenen Nachnamen „Stride“ (engl. Schritt), zum anderen aufgrund ihrer Gesichtsform oder ihrer Größe entstanden sein. Mit 1,65 Meter war Elizabeth Stride zirka 10 bis 12,5 cm größer als der Durchschnitt der Frauen in Whitechapel zu dieser Zeit.

## Früheres Leben
Stride wurde am 27. November 1843 unter dem Namen Elisabeth Gustafsdotter in Torslanda auf Hisingen, einem Stadtteil von Göteborg in Schweden geboren. Sie war die Tochter des schwedischen Bauern Gustaf Ericsson und seiner Frau Beata Carlsdotter. 1860, im Alter von fast 17 Jahren, nahm sie eine Anstellung als Hausbedienstete im Göteborger Stadtviertel um die Carl-Johan-Kirche an. In den folgenden Jahren zog sie mehrmals innerhalb von Göteborg um. Im Gegensatz zu den anderen Opfern des Frauenmörders, die aufgrund ihrer Armut nach einer missglückten Ehe der Prostitution nachgingen, hatte Stride damit frühzeitiger begonnen. Bereits 1865 war sie bei der Polizei in Göteborg als Prostituierte registriert. Sie wurde zweimal wegen Geschlechtskrankheiten behandelt. Am 21. April 1865 bekam sie eine Totgeburt, ein Mädchen. In den nachfolgenden Jahren zog sie wahrscheinlich als Hausbedienstete mit ihrem Arbeitgeber nach London.

## Die Ehe
Am 7. März 1869 heiratete sie den Zimmermann John Thomas Stride. Das Ehepaar bewohnte für einige Zeit ein Zimmer in Poplar im Osten Londons. Im März 1877 war Elizabeth Stride erstmals beim Arbeitshaus in Poplar eingeschrieben. Es wird davon ausgegangen, dass sich das Ehepaar getrennt hatte. 1881 waren sie anscheinend wieder zusammen, trennten sich am Ende des Jahres jedoch dauerhaft voneinander. Ihr Ehemann starb am 24. Oktober 1884.

## Das Leben in Whitechapel
Nach der Trennung von ihrem Ehemann lebte Elizabeth Stride in einer billigen Herberge in Whitechapel. Ein- oder zweimal erhielt sie karitative Unterstützung von der Schwedischen Kirche in London. Von 1885 bis zu ihrem Tode lebte sie die meiste Zeit mit dem Hafenarbeiter Michael Kidney zusammen. Ihr Einkommen bestritt sie mit Nähen und als Reinigungskraft. Nach Aussagen von Freunden hatte Elizabeth Stride ein ruhiges Wesen. Trotzdem stand sie einige Male wegen Trunkenheit und Ordnungswidrigkeiten vor Gericht. Ihre Beziehung zu Michael Kidney erlebte ein Auf und Ab. Im April 1887 zeigte sie ihn wegen Tätlichkeiten an, führte das Gerichtsverfahren aber nicht zu Ende. Einige Tage vor ihrem Tod verließ Elizabeth Stride erneut Michael Kidney.

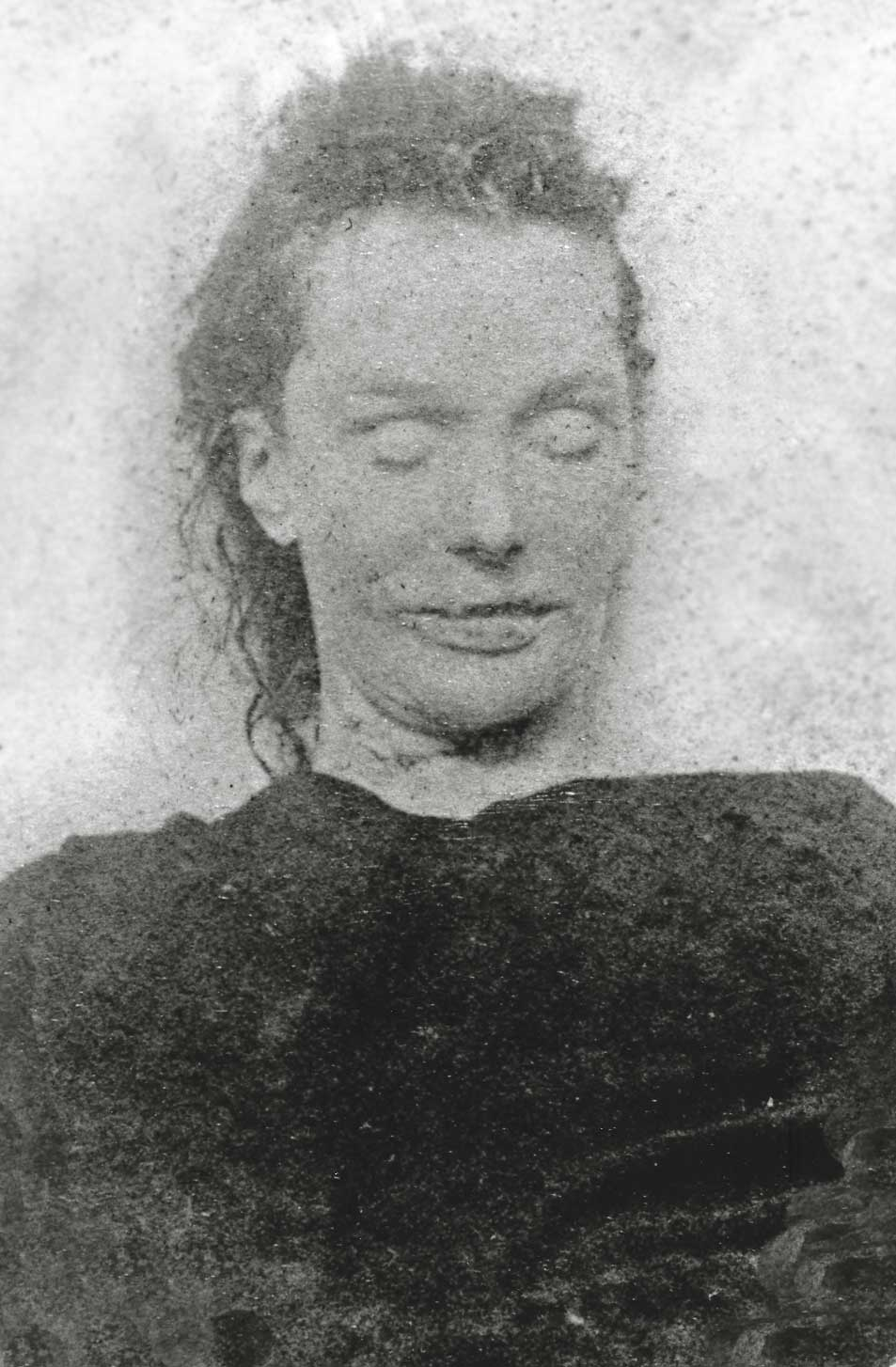
Aufnahme nach ihrem Tod

## Die Entdeckung des Leichnams
Der Leichnam von Elizabeth Stride wurde gegen 01:00 Uhr am frühen Sonntagmorgen, den 30. September 1888 gefunden. Er lag auf dem Boden von Dutfield’s Yard in der Berner Street (heute Henriques Street) in Whitechapel. Ihre Kehle war durchschnitten worden. Es wurden jedoch keine weiteren Verstümmelungen an ihr vorgenommen.
Der Hof war derartig dunkel, dass der Kellner des angrenzenden Klubs, der ihren Leichnam fand, den Körper ohne ein Streichholz anzuzünden kaum erkennen konnte. Er war gerade mit einem Pony-Karren in den Hof gefahren. Elizabeth Stride musste wenige Minuten vor der Ankunft des Kellners getötet worden sein. Er berichtete den Beamten, dass sich seiner Meinung nach der Mörder noch im Hof aufgehalten haben musste, als er dort ankam.
Verschiedene Zeugen gaben an, sie hätten Elizabeth Stride noch kurz zuvor auf der Berner Street gesehen, bevor ihr Leichnam gefunden wurde.
Elizabeth Stride wurde in der Nacht des „Doppelereignisses“ (Double Event) getötet, in der nicht einmal eine Stunde später auch Catherine Eddowes auf dem etwa 1,12 Kilometer entfernten Mitre Square getötet wurde.
Einige Quellen nehmen an, dass Elizabeth Stride nicht das Opfer des gleichen Mörders war. Im Gegensatz zu den anderen Morden des Frauenmörders hatte sie, abgesehen von der durchschnittenen Kehle, keine weiteren Verstümmelungen. Zudem wurden Zweifel aufgrund des Tathergangs laut. Ein Zeuge glaubte, Elizabeth Stride gesehen zu haben, wie sie gegen 00:45 Uhr außerhalb des Dutfield-Hofes angegriffen und auf den Boden der Straße geworfen wurde. Ein weiterer Mann, dessen Verbindung zum Angriff unklar war, soll dem Treiben von der anderen Straßenseite aus zugesehen haben. Dieser Angriff in der Öffentlichkeit schien nicht zum typischen Verhalten des Frauenmörders zu passen. Der Mord an Elizabeth Stride hat dennoch einige auffällige Gemeinsamkeiten mit dem Schema der Morde des Frauenmörders. Dazu gehören unter anderem das Datum, die Zeit, die Art der Umgebung, die Merkmale des Opfers und die Art des Mordes. Die Quellen, die von einem Mord des Frauenmörders ausgehen, sind der Ansicht, dass Elizabeth Stride keine Verstümmelungen zugefügt wurden, weil der Mörder während der Tat durch die Ankunft des Kellners mit dem Pony-Karren gestört wurde. Der Mord an Catharine Eddowes weniger als eine Stunde später fand zudem in Fußwegentfernung statt. Mit dem späteren Mord hätte demnach der Frauenmörder vollendet, was er zuvor an Elizabeth Stride „unvollendet“ lassen musste.